# Nekrolog 1532
Nekrolog
◄◄
| ◄
| 1528
| 1529
| 1530
| 1531
| 1532 | 1533 | 1534 | 1535 | 1536 | ► | ►►
Weitere Ereignisse | Allgemeiner Nekrolog 1532
Die Beschreibung der verstorbenen Person sollte so kurz wie möglich gehalten sein und nur deren signifikante Tätigkeit(en) enthalten.
Neue Namen ggf. auch unter dem Geburts- und Sterbedatum, also etwa unter 1. Januar und im Geburts- und Sterbejahr (2024) eintragen (nur bei entsprechender großer Wichtigkeit). Für Beispiele siehe die schon vorhandenen Artikel.
Außerdem über die fünf zuletzt Verstorbenen, zu denen es einen ausreichend guten Artikel für eine Präsentation auf der Hauptseite gibt, nach der todesbedingten Überarbeitung der Artikel ggf. auch unter Wikipedia Diskussion:Hauptseite informieren und sie am besten auch in den anderen Wikipedia-Sprachversionen eintragen. Tipp: Regelmäßig bei news.google.de nach „ist tot“, „gestorben“ oder „verstorben“ suchen.
Wenn eine Person gestorben ist, gibt es viele Seiten zu dieser Person in der Wikipedia, die davon auch betroffen sind und entsprechend aktualisiert werden müssen. Beispiele: Namenübersichtsseite, Geburtsjahr, Geburtsort-Seiten und viele mehr.
Wie finde ich die betroffenen Seiten?
Im Suchfeld auf der linken Seite gibt man den Suchbegriff so ein: „Vorname Nachname“. Dann klickt man auf Volltext und alle Seiten mit entsprechendem Suchtext werden aufgerufen. Hier sieht man dann schnell, wo auch das Todesjahr Sinn macht oder sogar ein Teil des Artikels angepasst werden muss. Auch hilft das „Werkzeug“ auf der linken Seite sehr gut, um solche Seiten aufzufinden: „Links auf diese Seite“. Somit ist die Wikipedia wieder aktuell in allen Bereichen! Hinweis: bei Eintragung der Kategorie „Gestorben JAHR“ wird der Missbrauchsfilter 49 ausgelöst, was jedoch nicht schlimm ist. Siehe: Spezial:Missbrauchsfilter/49
Dies ist eine Liste von im Jahr 1532 verstorbenen bekannten Persönlichkeiten. Die Einträge erfolgen innerhalb der einzelnen Daten alphabetisch sortiert. Tiere sind im Nekrolog für Tiere zu finden.

## Januar
| Tag        | Name                     | Beruf, bekannt als   | Alter | Beleg |
| ---------- | ------------------------ | -------------------- | ----- | ----- |
| 7. Januar  | Hugo von Hohenlandenberg | Bischof von Konstanz |       |       |
| 15. Januar | Wilhelm von Stockheim    | Domherr in Worms     |       |       |

## Februar
| Tag         | Name                      | Beruf, bekannt als                                                                | Alter | Beleg |
| ----------- | ------------------------- | --------------------------------------------------------------------------------- | ----- | ----- |
| 19. Februar | Heinrich I.               | Fürst von Lüneburg                                                                |       |       |
| 20. Februar | Johann Bergmann von Olpe  | deutscher römisch-katholischer Geistlicher und Verleger                           |       |       |
| 21. Februar | Erhard Etzlaub            | deutscher Kartograph, Kompassbauer, Astronom und Arzt                             |       |       |
| 29. Februar | Johann III. von Rosenberg | böhmischer Adeliger, Regent des Hauses Rosenberg und Großprior des Malteserordens | 47    |       |
| 29. Februar | Paulus Huthenne           | Mainzer, Naumburger, Würzburger Weihbischof                                       |       |       |

## März
| Tag      | Name                  | Beruf, bekannt als                                                    | Alter | Beleg |
| -------- | --------------------- | --------------------------------------------------------------------- | ----- | ----- |
| 10. März | Crispinus van Stappen | franko-flämischer Komponist, Sänger und Kapellmeister der Renaissance |       |       |
| 20. März | Johannes Spielmann    | Abt im Kloster St. Blasien                                            |       |       |
| 27. März | Johann II.            | Herzog von Oppeln und Ratibor, Herr von Klein Glogau                  |       |       |

## April
| Tag       | Name                | Beruf, bekannt als                                                        | Alter | Beleg |
| --------- | ------------------- | ------------------------------------------------------------------------- | ----- | ----- |
| 2. April  | Jacob Lemp          | deutscher Theologe, Jurist und Hochschullehrer                            |       |       |
| 11. April | Elisabeth von Weida | Äbtissin                                                                  |       |       |
| 11. April | Sōchō               | japanischer Schriftsteller                                                |       |       |
| 14. April | Augustin            | Bischof von Grasse und Herr von Monaco (1523–1532)                        |       |       |
| 15. April | Michael Gaismair    | Bauernführer in Tirol und Salzburg in der Zeit des Deutschen Bauernkriegs |       |       |

## Mai
| Tag     | Name                               | Beruf, bekannt als                           | Alter | Beleg |
| ------- | ---------------------------------- | -------------------------------------------- | ----- | ----- |
| 5. Mai  | Philipp Adler                      | Augsburger Kaufmann                          |       |       |
| 14. Mai | Erich von Braunschweig-Grubenhagen | Bischof von Paderborn, Osnabrück und Münster |       |       |
| 19. Mai | Joachim Slüter                     | deutscher Geistlicher und Reformator         |       |       |

## Juni
| Tag      | Name           | Beruf, bekannt als     | Alter | Beleg |
| -------- | -------------- | ---------------------- | ----- | ----- |
| 28. Juni | Pompeo Colonna | italienischer Kardinal | 53    |       |

## Juli
| Tag      | Name                | Beruf, bekannt als | Alter | Beleg |
| -------- | ------------------- | ------------------ | ----- | ----- |
| 23. Juli | Laurentius Bosshart | Schweizer Chronist |       |       |

## August
| Tag        | Name                  | Beruf, bekannt als                                            | Alter | Beleg |
| ---------- | --------------------- | ------------------------------------------------------------- | ----- | ----- |
| 16. August | Johann der Beständige | Kurfürst von Sachsen (1525–1532)                              | 64    |       |
| 19. August | Caritas Pirckheimer   | Äbtissin des Nürnberger Klaraklosters                         | 65    |       |
| 22. August | William Warham        | englischer Geistlicher, Erzbischof von Canterbury (1503–1532) |       |       |

## September
| Tag           | Name                    | Beruf, bekannt als                                             | Alter | Beleg |
| ------------- | ----------------------- | -------------------------------------------------------------- | ----- | ----- |
| 9. September  | Bartholomäus Arnoldi    | deutscher Philosoph und katholischer Theologie                 |       |       |
| 12. September | Frans Coebel van Loo    | Landesadvokat der damaligen Grafschaft Holland                 |       |       |
| 19. September | Kasim Bey               | Anführer der Nassadisten und Akindschi                         |       |       |
| 20. September | Heinrich Stackmann      | deutscher Mediziner, Philologe, Physiker, Dichter und Humanist |       |       |
| 23. September | Rudolf von Baden        | Domherr in Mainz, Köln, Straßburg und Augsburg                 | 51    |       |
| 25. September | Robert I. de Lenoncourt | französischer Prälat                                           |       |       |

## Oktober
| Tag         | Name              | Beruf, bekannt als                                                | Alter | Beleg |
| ----------- | ----------------- | ----------------------------------------------------------------- | ----- | ----- |
| 1. Oktober  | Jan Mabuse        | flämischer Maler                                                  |       |       |
| 3. Oktober  | Alfonso de Valdés | spanischer Humanist und Politiker                                 |       |       |
| 16. Oktober | Gottschalck Lunte | Lübecker Bürgermeister                                            |       |       |
| 28. Oktober | Johannes Rode     | Domherr und Ratssekretär in Lübeck                                |       |       |
| Oktober     | Teodoro Trivulzio | italienisch-französischer Heerführer und Marschall von Frankreich |       |       |

## November
| Tag          | Name                | Beruf, bekannt als                                               | Alter | Beleg |
| ------------ | ------------------- | ---------------------------------------------------------------- | ----- | ----- |
| 12. November | Aegidius de Viterbo | Kardinal, Theologe und Humanist                                  |       |       |
| 13. November | Bernt Heineman      | Ratssekretär der Hansestadt Lübeck                               |       |       |
| 17. November | Tullio Lombardo     | italienischer Bildhauer                                          |       |       |
| 20. November | Caspar Schober      | Rechtsgelehrter, Richter am Reichskammergericht, Hochschullehrer |       |       |

## Dezember
| Tag          | Name                               | Beruf, bekannt als                                                       | Alter | Beleg |
| ------------ | ---------------------------------- | ------------------------------------------------------------------------ | ----- | ----- |
| 3. Dezember  | Ludwig II.                         | Pfalzgraf und Herzog von Pfalz-Zweibrücken (ab 1514)                     | 30    |       |
| 11. Dezember | Pietro Accolti                     | italienischer Geistlicher, Kardinal der katholischen Kirche              | 77    |       |
| 17. Dezember | Margaretha Kratz von Scharfenstein | Oberin des Klosters Maria Engelport                                      |       |       |
| 17. Dezember | Johann Wilde                       | deutscher Augustiner-Eremit, Titularbischof von Symbalon und Weihbischof | 94    |       |

## Datum unbekannt
| Tag | Name                             | Beruf, bekannt als                                   | Alter | Beleg |
| --- | -------------------------------- | ---------------------------------------------------- | ----- | ----- |
|     | Paul Heinrich von Blankenfelde   | Berliner Handelsherr und Münzmeister                 |       |       |
|     | Andrea Briosco                   | italienischer Bildhauer                              |       |       |
|     | Philippe du Terrail              | französischer Bischof                                |       |       |
|     | Garlich Duren                    | Mit-Regent der Herrschaft Jever                      |       |       |
|     | Els von Gemmingen                | Priorin des Speyrer Magdalenenklosters               |       |       |
|     | Rembertus Giltzheim              | deutscher Mediziner und Hochschullehrer              |       |       |
|     | Hans von Hausen                  | württembergischer Steinmetz                          |       |       |
|     | Huáscar                          | Herrscher des Inkareiches                            |       |       |
|     | Wilhelm Kopp                     | Leibarzt des Königs Franz I. von Frankreich          |       |       |
|     | Lowo Khenchen Sönam Lhündrub     | tibetisch-buddhistischer Gelehrter                   |       |       |
|     | Bernardino Luini                 | italienischer Maler                                  |       |       |
|     | Hernando de Luque                | spanischer Priester                                  |       |       |
|     | Johanna von Merode zu Schloßberg | Burgherrin der Burg Stolberg                         |       |       |
|     | Salomon Molcho                   | kabbalistischer Prediger und Sektenführer            |       |       |
|     | Christian Northoff               | Kaufmann, Humanist und Stifter                       |       |       |
|     | Diego de Ordás                   | spanischer Konquistador                              |       |       |
|     | Sigmund Ris                      | österreichischer Geistlicher und Bibliotheks-Stifter |       |       |
|     | Krzysztof Szydłowiecki           | polnischer Adeliger und Staatsmann                   |       |       |
|     | Heinrich Warmboeke               | Ratsherr der Hansestadt Lübeck                       |       |       |
|     | Heinrich Wölfli                  | Chorherr und Humanist                                |       |       |